# Дворец Сан-Бенту

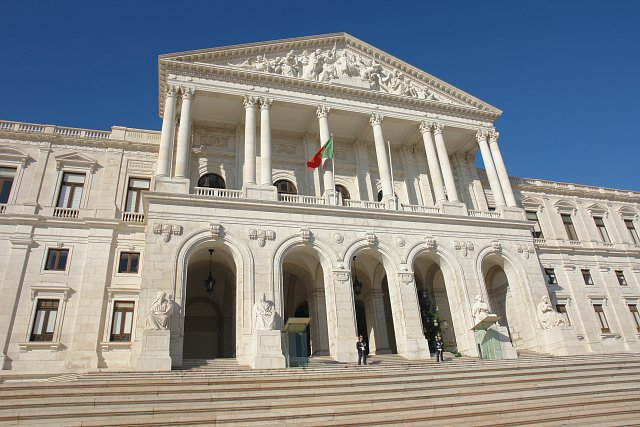
Фронтон в стиле классицизма.

Дворец Сан-Бенту или Дворец Национального собрания (порт. Palácio de São Bento) — резиденция португальского парламента в центре Лиссабона. Построен в XVII в. в духе маньеризма как парадное здание бенедиктинского монастыря. Впоследствии перестраивался, особенно после землетрясения 1755 года. При секуляризации монастырских владений в 1834 изъят у церкви и передан государству как резиденция Кортесов. Площадь перед дворцом — традиционное место политических демонстраций. Поблизости дворца — современная пристройка и резиденция премьер-министра Португалии.